# ألبرت شوارتز
ألبرت شوارتز (بالإنجليزية: Albert Schwarz)‏ (و. 1934 – م) هو رياضياتي، وفيزيائي، وأستاذ جامعي من الولايات المتحدة الأمريكية .

## مناصب وهيئات
أدار جامعة كاليفورنيا، دافيس، وجامعة كاليفورنيا، بركلي.